# Hypselospinus fittoni
Hypselospinus fittoni es la única especie conocida del género extinto Hypselospinus de dinosaurio ornitópodo iguanodóntido que vivió a principios del período Cretácico, hace aproximadamente entre 141 y 137 millones de años durante el Valanginiense en lo que es hoy Europa. Fue descrita por primera vez como una especie de Iguanodon, I. fittoni, por Richard Lydekker en 1889. En mayo de 2010, los fósiles que comprenden Hypselospinus fueron reclasificados por David Norman como un género separado, entre ellos el holotipo BMNH R1635, que consiste en un ilion izquierdo, un sacro, vértebras de la cola y dientes. El nombre genérico se deriva de los hipselos del  griego , "alto" y spina del latín, "espina", en referencia a las espinas vertebrales altas. Más tarde, ese mismo año, un segundo grupo de científicos reclasificó de forma independiente a I. fittoni en un nuevo género al que llamaron Wadhurstia, que, por lo tanto es un sinónimo objetivo menor de Hypselospinus. Hypselospinus vivió durante el Valanginiense, en torno de 141-137 millones de años atrás.
Siendo contemporáneo de Barilium, que también se consideró como una especie de Iguanodon, Hypselospinus fue un iguanodóntido de estructura ligera de alrededor de 6 metros  de largo. La especie Iguanodon fittoni fue descrita de restos encontrados en la  Arcilla de Wadhurst datada de mediados del valanginiano en el Cretácico inferior. en Sussex del este, Inglaterra. Restos de España también pueden pertenecer al género. Norman en 2004 publicó por esta razón que tres esqueletos parciales pertenecen a Hypselospinus, pero esto es un error. Hypselospinus se separa de Barilium sobre la base de caracteres vertebrales y la pelvis, el tamaño y la constitución. Por ejemplo, Barilium es más robusto que  Hypselospinus, con largas vértebras similares a Camptosaurus con espinas neurales cortas, mientras que Hypselospinus es conocido por su largas, estrechas y muy inclinadas espinas neurales.